# Georgisch basketbalteam (vrouwen)
Het Georgisch nationaal basketbalteam is een team van basketballers dat Georgië vertegenwoordigt in internationale wedstrijden. Het team heeft zich tot op heden niet kunnen kwalificeren voor Eurobasket, het Wereldkampioenschap basketbal of het basketbalonderdeel van de Olympische Zomerspelen. 